# Fouquieria columnaris
A Fouquieria columnaris (helyi spanyol nevén cirio, kocsimí nyelven milapa, szeri nyelven cototaj) a hangavirágúak rendjébe, a Fouquieriaceae családba tartozó növényfaj. A különleges kinézetű fa északnyugat-Mexikó endemikus élőlénye.

## Elterjedés
A Fouquieria columnaris kizárólag a Kaliforniai-félsziget északi és középső részén honos (az Ensenada község déli részén elterülő Valle de los Cirios természetvédelmi területen, melynek névadója is, illetve a Déli-Alsó-Kalifornia államban található Vizcaíno-sivatagban), valamint a Kaliforniai öbölben található Ángel de la Guarda- és Tiburón-szigeteken, és az öböl túlpartján, Sonora államban, egy Punta Cirio nevű helyen és a Puerto Libertad közelében emelkedő Sierra Bacha hegységben egy kis területen is. Ezeken a helyeken a csapadék mennyisége csekély, de a tengerpart közelsége miatt a levegő páratartalma nem annyira alacsony, mint a szárazföld belsőbb részeiben. A növény hosszú, akár 5 vagy több éves rendkívül száraz időszakokat is eltűr. Leveleit a nedvességtől függően hullatja le.
Állományának körülbelül 60%-a 400 és 700 méteres tengerszint feletti magasságok között él. A Valle de los Cirios száraz területén főként a déli lejtőkön telepedett meg. Szinte kizárólag vulkáni kőzetekből vagy gránitból álló talajon él.

## Leírás
A növény körülbelül 18–20 méter magasra nőhet meg, egy ekkora fának a törzsátmérője a lábánál 50 cm körüli. Fája és kérge könnyű, puha és könnyen karcolható. Törzséből spirálban kinövő, tüskés ágai igen rövidek. Az idősebb fák törzse gyakran kandeláberszerűen két vagy több részre ágazik. A növény kétféle levelet növeszt: a „közönséges” levelek egyszerűek, kékeszöld árnyalatúak, 1,5–4 cm hosszúak. Ezek a levelek 2–6-os csoportokban nőnek. A másik fajta levelek kizárólag a nyár néhány napján jelennek meg, majd nagy tüskékké alakulnak. A fa krémsárga, méz illatú virágai júliustól augusztusig nyílnak, 15-féle méhfaj látogatja őket. Magjait a tél folyamán hozza.
A fa hosszú életű, vannak példányai, amiket 500 évesnél is idősebbnek becsülnek.

## Kapcsolata más élőlényekkel
A Fouquieria columnarist szúrós, rövid ágai miatt nem fogyasztják a növényevő állatok, de némelyik madárfaj rakhat fészket a törzs elágazásaiban. Gyakran megtelepszik rajta a Ramalina menziesii zuzmó (olyannyira, hogy a 19. század végén gyűjtötték is róla, hogy színezőanyagot nyerjenek ki belőle), valamint a Tillandsia recurvata epifita növény is. Gyökere 23-féle mikroszkopikus gombával is kapcsolatban állhat.

## A kultúrában
A területen élő szeri indiánok legendája szerint régen ezen a vidéken óriások laktak, ám egyszer egy hatalmas áradás elől nem tudtak felmenekülni a hegyekbe, ezért ilyen fákká változtak.
Angol nevét, a boojumot Lewis Carroll nonszensz verséből, a The Hunting of the Snarkból kapta.

## Fenyegetettség
A növényt elsősorban a terjedő extenzív állattenyésztés, a vízkészletek mezőgazdaság általi egyre nagyobb mértékű kimerítése, valamint az Escalera Náutica program fenyegeti, aminek része többek között a helyi bányászat újraindítása is.